# 小行星5440
小行星5440（英語：5440 Terao）是一颗围绕太阳公转的小行星。1991年4月16日，杉江淳在Dynic发现了此天体。
这颗小行星的绝对星等为149.0889586776376等。